# Gelnhäuser Urkunde von 1180
Die Gelnhäuser Urkunde vom 13. April 1180 ließ Kaiser Friedrich I. auf dem Hoftag zu Gelnhausen ausfertigen. Das kaiserliche Diplom richtete sich gegen Heinrich den Löwen und hatte die Aufteilung des Stammesherzogtums Sachsen zum Inhalt.

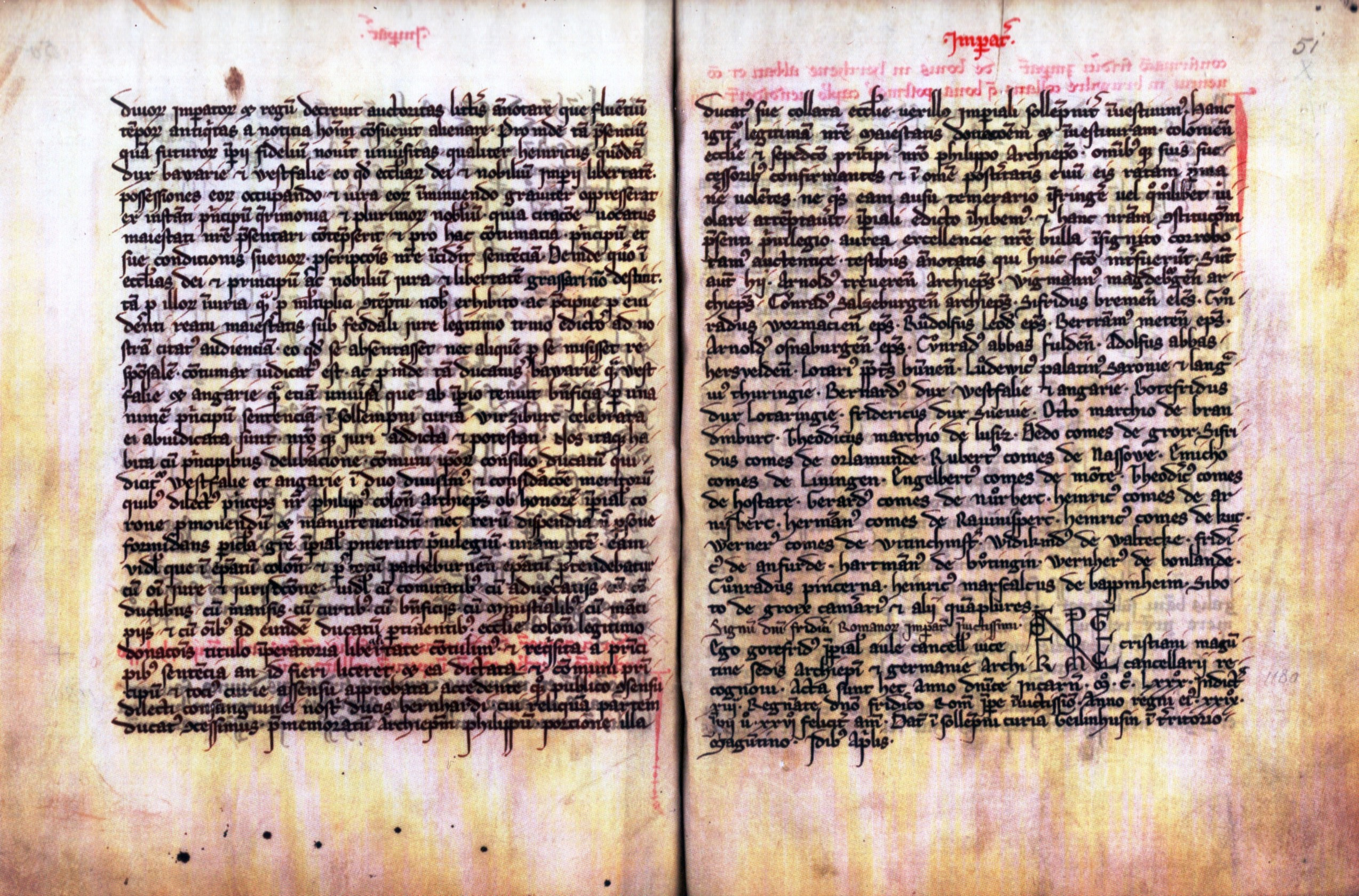
Teil der Abschrift der Urkunde im historischen Archiv der Stadt Köln (Maße 29 × 42 cm)

## Vorgeschichte
Vorausgegangen waren nach dem Zerwürfnis zwischen Kaiser Friedrich und Heinrich dem Löwen 1179 zwei Verfahren gegen Heinrich. Das Fürstengericht auf dem Reichstag in Würzburg beschloss 1180 die Aberkennung der Reichslehen. Auf dem Hoftag in Gelnhausen ging es um die Teilung des Stammesherzogtums Sachsen. Später fand in Altenburg eine vergleichbare Versammlung in Sache des Herzogtums Bayern statt.

## Inhalt

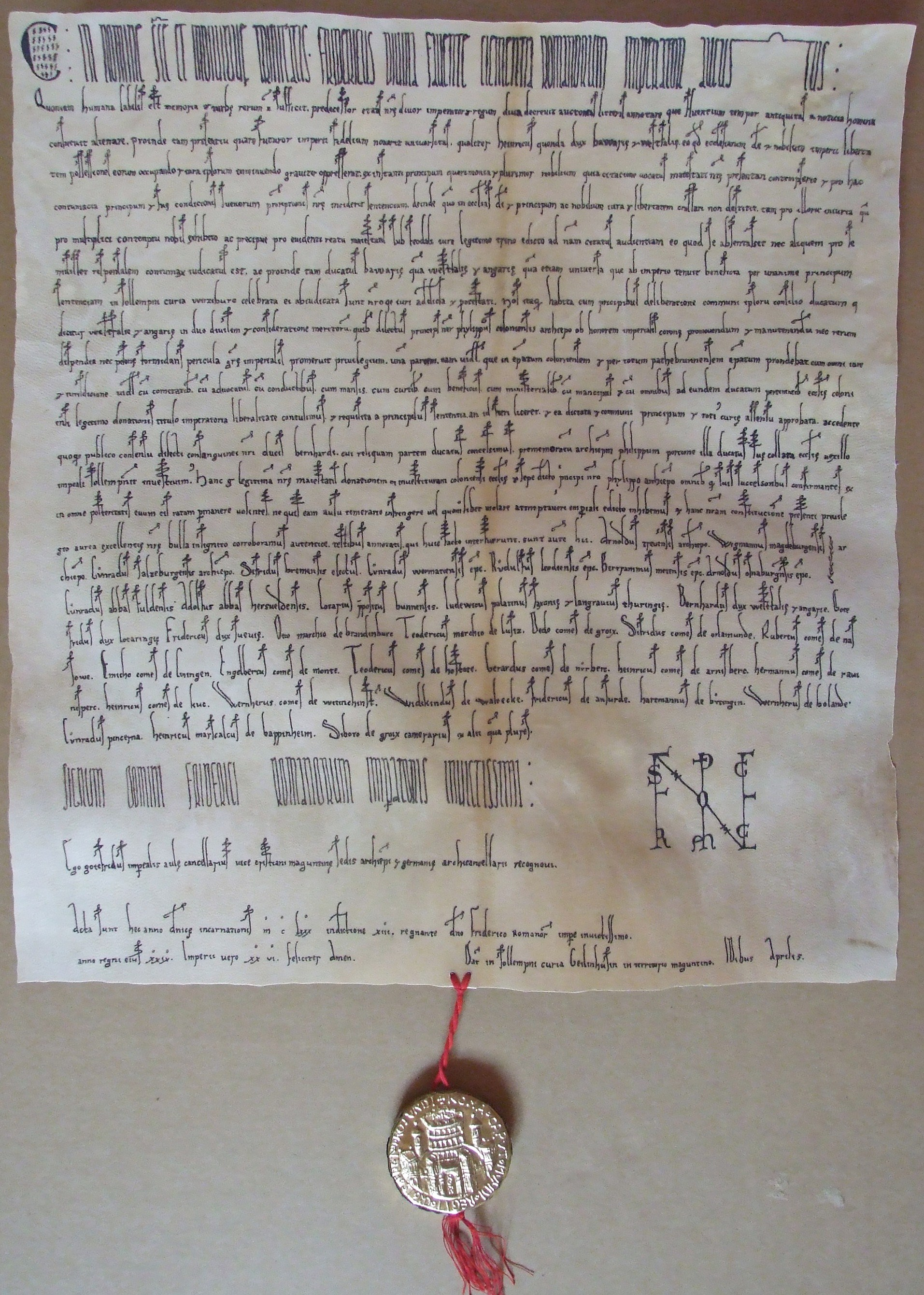
Eine Kopie, mit der kaiserlichen Bulle, des verlorenen Originals von 1180. (Maße 47 × 50 cm)

Der Beschluss wurde in der Gelnhäuser Urkunde für den Kölner Erzbischof Philipp von Heinsberg ausgefertigt. Der Text beginnt in der Narratio mit der Zusammenfassung der Vorwürfe gegen Heinrich den Löwen:
„Demgemäß soll die Allgemeinheit der gegenwärtigen wie der künftigen Getreuen des Reiches erfahren, wie Heinrich, ehemals Herzog von Bayern und Westfalen, dadurch, dass er die Freiheit der Kirchen Gottes und der Edlen des Reiches hart unterdrückte, indem er ihre Besitztümer an sich riss und die Rechte derselben einschränkte, aufgrund immer wieder erhobener Klagen der Fürsten und der meisten Edlen trotz Vorladung, vor unserer Majestät zu erscheinen, sich weigerte und infolge dieses seines Trotzes gegen die Fürsten und seine schwäbischen Standesgenossen den Spruch unserer Acht auf sich gezogen hat. Weiterhin hat er nicht aufgehört, die Rechte und die Freiheiten der Kirche, den Fürsten und Edlen des Reiches streitig zu machen sowohl durch das Unrecht jenen gegenüber, als auch durch Missachtung, die er uns gegenüber mehrfach zeigte, wie besonders aufgrund offensichtlicher Auflehnung, weswegen er nach Lehnrecht dreimal gesetzlich zu unserm Gericht aufgerufen wurde, und, weil er fernblieb und für sich auch keinen Bevollmächtigten schickte, wurde er als widersetzlich beurteilt und ihm demgemäß das Herzogtum Bayern wie das von Westfalen und Engern, wie auch sämtliche Lehen, die er vom Reiche hatte, auf einstimmigen Beschluss der Fürsten auf dem in Würzburg feierlich abgehaltenem Reichstag aberkannt und unserer Gerichtsbarkeit und Macht überantwortet.“
Über die Beschlüsse (Dispositio) heißt es in den Regesten zu den Urkunden Friedrich I. zusammenfassend:

„Friedrich beurkundet, er habe das Herzogtum Westfalen-Engern (Sachsen), das ihm infolge der Verurteilung des ehemaligen Herzogs Heinrich ebenso wie Bayern und die anderen Reichslehen des Löwen zugefallen war, aufgrund eines Spruches der Fürsten mit Zustimmung des Herzogs Bernhard geteilt, den im Bereich der Bistümer Köln und Paderborn gelegenen Teil der Kölner Kirche geschenkt und ihm dem Erzbischof Philipp zu Lehen gegeben.“

## Bedeutung
Die Urkunde ist eine zentrale Quelle für den Prozess gegen Heinrich den Löwen. Sie besiegelte das Ende des alten Stammesherzogtums Sachsen. Der in den Diözesen Köln und Paderborn gelegene Teil des Herzogtums wurde dem Kölner Erzbischof unterstellt. Dies bedeutete den Anfang des Herzogtums Westfalen. Als Herzog im übrigen Sachsen wurde Bernhard von Anhalt als dux Saxoniae eingesetzt. Weil dieser Aspekt in der Gelnhäuser Urkunde nur knapp erwähnt wird, hat es darüber möglicherweise eine weitere Urkunde für Bernhard gegeben. Ungeregelt blieben die Verhältnisse in weiteren großen Teilen des alten Herzogtums. Unberücksichtigt etwa blieben das Gebiet der Bistümer Münster und Hamburg-Bremen, Magdeburg sowie die von Heinrich dem Löwen neu gewonnenen Ostgebiete. 1181 erhielt Heinrich der Löwe den welfischen Eigenbesitz zwischen Oberweser und Niederelbe zurück.
Von Bedeutung über den Fall selbst hinaus ist, dass in der Urkunde erstmals die Reichsfürsten als ein herausgehobener und von den übrigen Dynasten abgegrenzter Stand genannt werden.

## Überlieferungsgeschichte
Das Schreiben stammte aus der kaiserlichen Kanzlei, beurkundet vom kaiserlichen Hofkanzler Gottfried als Vertreter von Christian I. von Buch Erzbischof von Mainz als Erzkanzler für Deutschland.
Das Original der Urkunde (A.) lag zu Beginn des Zweiten Weltkrieges im Hauptstaatsarchiv in Düsseldorf. Bereits im 14. Jahrhundert ist die Urkunde durch Feuchtigkeit stark beschädigt worden, so dass sie insbesondere am Anfang unlesbar wurde. In der Neuzeit hat jemand versucht die verblassten Stellen nachzuziehen, hat dabei aber Fehler gemacht. Auch mangelhafte Rekonstruktionsversuche haben die Urkunde weiter beschädigt. Erfolgreich dagegen war 1912 die Behandlung mit Gallustinktur, die große Teile des Textes wieder sichtbar machte. Dieser Zustand ist als Fotografie erhalten. Die Urkunde selbst ist 1945 verschollen. Möglicherweise ist sie verbrannt. Fritz Rössler vermutete, dass die Urkunde während des Krieges in das Staatsarchiv nach Magdeburg kam und von dort in das Bergwerk Hardmersleben gebracht wurde. In jedem Fall geht man von einem Verlust des Originals aus.
Eine Abschrift aus dem Beginn des 14. Jahrhunderts (B.) befindet oder befand sich im Historischen Archiv der Stadt Köln. Eine weitere Abschrift stammt aus den 1370er Jahren. Diese ist allerdings nicht vollständig und orientierte sich an dem damals schon nicht mehr vollständig lesbaren Original (C.). Diese Fassung befindet sich heute im Hauptstaatsarchiv in Düsseldorf.
Die etwas unklare Überlieferung durch die Beschädigungen an entscheidenden Stellen führte zu wissenschaftlichen Kontroversen über die Auslegung.

## Ausgaben
Editionen:
- Monumenta Germaniae Historica. Constitutiones et acta publica imperatorum et regum 1: Inde ab A. DCCCCXI usque ad A. MCXCVII, hg. von Ludwig Weiland (MGH Const. 1), Hannover 1893, Nr. 279, S. 384–386. (Digitalisat der MGH: const 1/index.htm#page/(III)/mode/1up Link / Digitalisat bei archive.org: Link).
- Die Urkunden Friedrich I. Teil 3: Die Urkunden Friedrich I. 1168-1180, hg. von Heinrich Appelt, Hahn, Hannover 1985, ISBN 3-7752-5143-X, (Monumenta Germaniae Hstorica. Diplomata 4, Die Urkunden der deutschen Könige und Kaiser 10, 3), Nr. 795, S. 360–363. (Digitalisat der MGH: dd f i 3/index.htm#page/364/mode/1up Link/Digitalisat der Bayerischen Staatsbibliothek: Link). [rkitische Edition]

Übersetzung:
- Quellen zur deutschen Verfassungs-, Wirtschafts- und Sozialgeschichte bis 1250, übers. von Lorenz Weinrich (Ausgewählte Quellen zur deutschen Geschichte des Mittelalters. Freiherr vom Stein-Gedächtnisausgabe 32), Darmstadt 1977, Nr. 74, S. 298–303.